# Varanasi
Varanasi (tidligere Benares og Kashi) er en af hinduismens helligste byer. Den ligger på Ganges i den nuværende indiske delstat Uttar Pradesh.
Byen er meget gammel. Langs flodbreden finder man ghater – stentrapper, der går ned til vandet – som er mål for pilgrimsfærd. Hinduerne tror,  at hvis man bader sig i Ganges ved Varanasi, bliver ens synder tilgivet. Andre ghater anvendes til ligbrænding, for dør man i byen, undslipper man genfødselens cyklus. Ofte minder de om gudernes handlinger: Fx ved Manikamika Ghat ledte Shiva efter en ørering (manik). Mange blev bygget (eller genbygget) af Marathaerne i det 18. århundrede. For nylig blev en bygget af kongen af Nepal.
Andre religioner holder også byen for hellig. Buddha gav sin første prædiken, Benares-talen, i Sarnath-parken. En af jainismens hellige figurer, en tirthankara, siges at havde været født i Varanasi.